# Pukas Surf
Pukas Surf és una empresa familiar amb base al País Basc, dedicada a la fabricació de taules de surf d'alt rendiment i de bikinis fets a mà. Pukas Surf Eskola és l'escola de surf més gran i important d'Espanya des del 1982. Les escoles estan situades a San Sebastian, Zarautz, Getaria, Sopela i Barcelona. Esponsoritzen surfistes professionals en les principals competicions surferes.

## Història
Van obrir la primera fàbrica de taules de surf als anys 80 i estan dissenyades pensant en els requeriments de surfistes professionals, amb la diferència que aquestes poden ser utilitzades per tots els perfils de surfistes. Cada una de les taules són fetes a mida. Els preus de les taules varien molt segons els requeriments de cada persona, tot i això aquestes oscil·len entre els 300 € i els 800 €. També venen roba i complements a un preu d'entre 12 € i 165 €.
L'any 1977, la marca va obrir la seva primera botiga a la localitat basca de Zarautz, en la qual es distribuïen tota mena de productes relacionats amb el surf. Van ser els primers espanyols d'aquest àmbit en viatjar a Califòrnia i portar roba i articles de surf a Espanya. Actualment la marca disposa de 5 botigues físiques i botiga online.